# Contea di Red Willow
La contea di Red Willow (in inglese Red Willow County) è una contea dello Stato del Nebraska, negli Stati Uniti. La popolazione al censimento del 2000 era di 11 448 abitanti. Il capoluogo di contea è McCook.